# Callichromopsis telephoroides
Callichromopsis telephoroides är en skalbaggsart som först beskrevs av John Obadiah Westwood 1848.  Callichromopsis telephoroides ingår i släktet Callichromopsis och familjen långhorningar.
Artens utbredningsområde är Sri Lanka. Inga underarter finns listade.